# Sanne Keizer
Sanne Keizer (Doetinchem, 6 de febrero de 1985) es una deportista neerlandesa que compite en voleibol, en la modalidad de playa. Ganó dos medallas de oro en el Campeonato Europeo de Vóley Playa, en los años 2012 y 2018.

## Palmarés internacional
| Campeonato Europeo | Campeonato Europeo     | Campeonato Europeo | Campeonato Europeo |
| Año                | Lugar                  | Medalla            | Pareja             |
| ------------------ | ---------------------- | ------------------ | ------------------ |
| 2012               | La Haya (Países Bajos) | Medalla de oro     | Marleen van Iersel |
| 2018               | La Haya (Países Bajos) | Medalla de oro     | Madelein Meppelink |